# Songjeong-dong, Donghae
Songjeong-dong (koreanska: 송정동) är en stadsdel i staden Donghae i  provinsen Gangwon i den nordöstra delen av Sydkorea,  190 km öster om huvudstaden Seoul.
I Songjeong-dong ligger Donghaes järnvägsstation på Yeongdong-linjen mellan Gangneung och Yeongju samt färjeterminalen för färjelinjen till Vladivostok i Ryssland och Sakaiminato i Japan.